# Кхеда (округ)
Кхеда (гудж. ખેડા જિલ્લો; англ. Kheda) — округ в индийском штате Гуджарат. Административный центр — город Кхеда. Площадь округа — 3943 км². По данным всеиндийской переписи 2001 года население округа составляло 2 024 216 человек. Уровень грамотности взрослого населения составлял 71,96 %, что выше среднеиндийского уровня (59,5 %). Доля городского населения составляла 20,08 %.